# Horace de Vere Cole
William Horace de Vere Cole (Ballincollig, 5 maggio 1881 – Honfleur, 26 febbraio 1936) è stato un cittadino anglo-irlandese che si guadagnò la fama di burlone in Inghilterra a inizio Novecento, organizzando scherzi di ampia risonanza mediatica per l'epoca, tra cui le celebre "beffa della Dreadnought".

## Biografia
Horace de Vere Cole nacque a Ballincollig, contea di Cork (altre fonti dicono a Blarney), dall'inglese William Utting Cole e dall'irlandese Mary de Vere; la famiglia del padre, ufficiale dell'esercito, si era arricchita con la vendita del chinino, allora usato per trattare la malaria, mentre la madre (ereditiera, nipote del membro del parlamento inglese Stephen de Vere) era una poetessa, vicina agli ambienti mistici del revival celtico. La coppia aveva un'altra figlia più giovane, Annie, che sarebbe poi divenuta la moglie di Neville Chamberlain, la quale non era particolarmente orgogliosa delle imprese del fratello.
Cole rimase quasi completamente sordo da bambino a causa di un grave caso di difterite; questa sua condizione contribuì molto a far sviluppare in lui una grande goffaggine sociale e una spiccata sensibilità alle critiche personali (è da notare che alcune fonti attribuiscono la sua sordità alle ferite di guerra). Dopo la morte del padre (deceduto in India per colera nel 1892), Horace passò molto tempo ad Issercleran, la tenuta materna nel Galway, dove entrò in contatto con gli ambienti neopagani frequentati dalla madre. Circa due anni dopo la morte del marito, Mary de Vere si risposò, e spedì il figlio in collegio a Eton, una cosa che lo ferì molto. 
Horace lasciò la scuola nel 1900 per unirsi alla Middlesex Yeomanry e durante la seconda guerra boera venne inviato come luogotenente negli Yorkshire Hussars; ferito da una pallottola a espansione il 2 luglio del 1900, rimase per la convalescenza all'ospedale della Croce Rossa di Kroonstad fino a settembre, e venne poi congedato dall'esercito come invalido; la pensione d'invalidità di 1800 sterline la cedette interamente al fondo a sostegno di vedove e orfani di guerra. Entrò al Trinity College di Cambridge nel 1902 e, sebbene interessato all'arte e alla poesia, non conseguì mai il diploma; fu qui che cominciò la sua carriera di "burlone", con il celebre scherzo del sultano di Zanzibar. Nel 1906, alla morte della nonna paterna Jane, Horace ereditò la tenuta di West Woodhay, che vendette nel 1912 a suo zio Alfred Clayton Cole (che fu governatore della banca d'Inghilterra).
Nel 1918 Cole s'innamorò della diciottenne Denise Lynch, un'ereditiera irlandese; i due si sposarono nella chiesa dell'Università di St Stephen's Green, a Dublino, il 30 settembre 1918 ed ebbero una figlia, Valerie Cole. La coppia andò a vivere a Raford, nel Galway, dove ad un certo punto la loro abitazione venne saccheggiata dall'IRA (ma non bruciata); il matrimonio terminò nel 1928, dopo che Cole ebbe perso tutti i suoi averi speculando sui terreni in Canada. Nel 1931 si sposò con Mavis Wright; la coppia ebbe un figlio nel 1935, Tristan de Vere Cole, il cui reale padre biologico era però probabilmente il pittore Augustus John.
Horace de Vere Cole era anche poeta, e negli ultimi anni di vita cominciò a scrivere un'autobiografia in cui raccontare i suoi scherzi, provvisoriamente intitolata The Joker o Unpractical Journey; il lavoro non venne mai terminato, ed è andato perduto. Rimasto povero e alienato dai suoi famigliari, Cole morì d'infarto nel 1936 a Honfleur; è sepolto nella tenuta di West Woodhay.
Cole era estremamente famoso in Inghilterra nel periodo della sua attività; l'opinione dei suoi contemporanei su di lui era polarizzata, con alcuni che lo idolatravano e altri che lo disprezzavano ferocemente. Oltre che per gli scherzi, Cole era noto anche per essere soggetto a improvvisi scoppi di violenza o di avventatezza, così come per momenti di malinconia. Alcune delle sue burle erano molto aggressive, e sia Virginia Woolf (che l'aveva conosciuto personalmente), sia Winston Churchill, espressero la convinzione che Cole fosse un uomo pericoloso per i suoi stessi amici.

### Scherzi

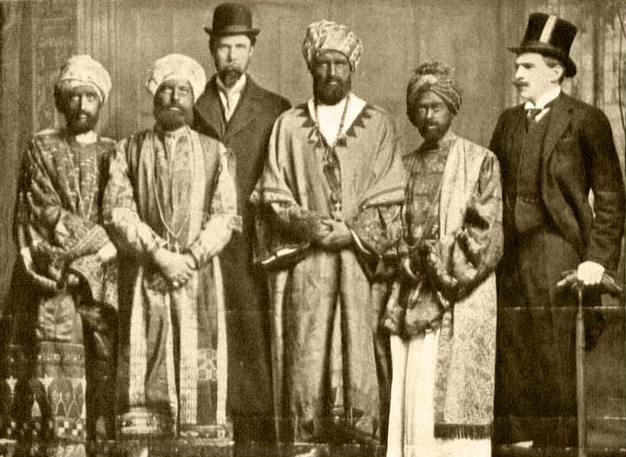
Il gruppo della "beffa della Dreadnought": da sinistra, Virginia Woolf, Duncan Grant, Adrian Stephen, Anthony Buxton, Guy Ridley e Horace de Vere Cole.

Cole organizzò quello che viene considerato il suo primo scherzo, e uno dei suoi più famosi, mentre era in collegio a Cambridge; saputo che il sultano di Zanzibar, Ali bin Hamud, era in visita in Inghilterra, inviò un telegramma al municipio di Cambridge per informare che il sovrano si sarebbe presto fermato in città. Assemblò quindi un gruppo, che consisteva del "sultano" (interpretato da Adrian Stephen), del suo "zio bilingue" che gli faceva da interprete (lo stesso Horace de Vere Cole) e di altri dignitari africani (interpretati da vari compagni d'università), tutti vestiti con abiti di scena e truccati per scurire la pelle; tale delegazione arrivò a Cambridge in treno e riuscì a ingannare totalmente il sindaco Algernon S. Campkin e tutti gli altri rappresentanti municipali, e a godersi l'accoglienza preparata, con inclusa visita guidata all'università e pranzo con champagne, per poi tornare alla stazione. La copertura rischiò di saltare quando una donna, che aveva lavorato a Zanzibar in missione, chiese di poter parlare col sultano nella sua lingua nativa; il traduttore la informò però che questo sarebbe stato possibile solo a condizione di entrare nel suo harem.
Il suo scherzo più celebre è senza dubbio la cosiddetta "beffa della Dreadnought", una rivisitazione più grandiosa della burla precedente: la HMS Dreadnought era l'ammiraglia della flotta britannica e, il 7 febbraio 1910, era ormeggiata presso Weymouth; l'ammiraglio William May ricevette un finto telegramma dal Foreign Office in cui si avvisava che l'imperatore di Abissinia e il suo entourage stavano arrivando per fare un tour della nave. Si trattava anche in questo caso di Cole, vestito semplicemente con cappello a cilindro e frac, accompagnato da cinque suoi amici: di nuovo Adrian Stephen (nei panni dell'interprete), Virginia Woolf (sorella di Adrian), Duncan Bell, Guy Ridley e Anthony Buxton, questi ultimi quattro con barba finta, blackface e abiti di scena, travestiti da dignitari abissini. La delegazione raggiunse la Dreadnought con una piccola barca e venne accolta cerimoniosamente, e poi accompagnata dall'ammiraglio stesso a visitare la nave (secondo molte cronache dell'epoca, i finti abissini avrebbero commentato tutto meravigliati con l'espressione "Bunga! Bunga!", poi divenuta famosa, ma secondo Stephen nessuno dei partecipanti l'avrebbe mai pronunciata). Il gruppo accampò motivazioni religiose per rifiutare il pranzo che venne offerto, così da non rovinare il trucco degli "abissini", e lasciò la nave venendo salutato con 19 colpi; curiosamente, poiché l'inno nazionale abissino non era disponibile, il capobanda della Dreadnought fece eseguire per commiato quello di Zanzibar. Quando la verità sullo scherzo venne pubblicata dal The Daily Mirror (probabilmente spifferata dallo stesso Cole), la Marina non prese alcun provvedimento; alcuni ufficiali si presentarono però a casa di Cole per impartirgli una "frustata cerimoniale". 
Altri scherzi di Horace de Vere Cole furono:
- Alle volte camminava per strada con una mammella di mucca sporgente dal davanti dei pantaloni; quando aveva suscitato sufficiente disgusto o indignazione, tagliava l'appendice con un colpo di forbice, provocando le reazioni inorridite degli astanti[20].
- Organizzò una festa alla quale gli invitati si resero conto, presentandosi l'un l'altro, di essere tutti accomunati dall'avere la parola "bottom" nel cognome[3].
- Una volta incrociò un gruppo di operai in attesa di ricevere istruzioni sul lavoro da svolgere, e riuscì a convincerli a scavare un fosso a Piccadilly Circus, causando il caos nella circolazione cittadina, fino a che dei poliziotti lì presenti non cominciarono a ridirigere il traffico attorno al buco; lo scavo andò avanti per ore anche dopo che Cole se ne fu andato[21]; secondo un'altra versione, fu lui stesso con degli amici a scavare il buco[3].
- Per schernire uno spettacolo teatrale di alte pretese ma di bassa qualità, prenotò il posto per otto suoi amici calvi, ognuno dei quali aveva dipinta in testa una lettera, facendoli disporre in modo da formare la scritta BOLLOCKS (termine volgare indicante i testicoli, traducibile circa con "cazzate", "stupidaggini"), suscitando l'ilarità degli spettatori dei posti superiori[21]; secondo una versione differente, prenotò tutti i biglietti della platea distribuendoli ad amici e conoscenti, e facendo sedere in posizione strategica delle persone calve di modo che, dai posti sopraelevati, gli altri spettatori potessero leggere una parola oscena formata con le loro teste[3].
- Durante la luna di miele con la sua prima moglie a Venezia, passò una notte a raccogliere letame sulla terraferma per poi spargerlo in piazza San Marco, lasciando interdetti abitanti e visitatori il giorno successivo (poiché non vi sono cavalli a Venezia)[3][21].
- Approfittando della propria somiglianza a Ramsay MacDonald, leader laburista, fece infuriare diversi altri labour lanciandosi in un appassionato discorso di stampo tory[18].
- Una volta, mentre chiacchierava con un politico davanti al parlamento, infilò il proprio orologio da taschino nella giacca dell'uomo, e poi lo sfidò ad una gara di corsa. Correndo dietro al suo avversario in vantaggio, Cole urlò "fermate il ladro!", allertando una vicina pattuglia della polizia. Le forze dell'ordine fermarono il parlamentare e, trovato l'orologio, si apprestarono ad ammanettarlo, fino a che Cole non intervenne spiegando la situazione[21].

Oltre a questo, Cole è anche citato tra i possibili creatori della bufala dell'uomo di Piltdown.